# Allryska statliga kinematografiska institutet

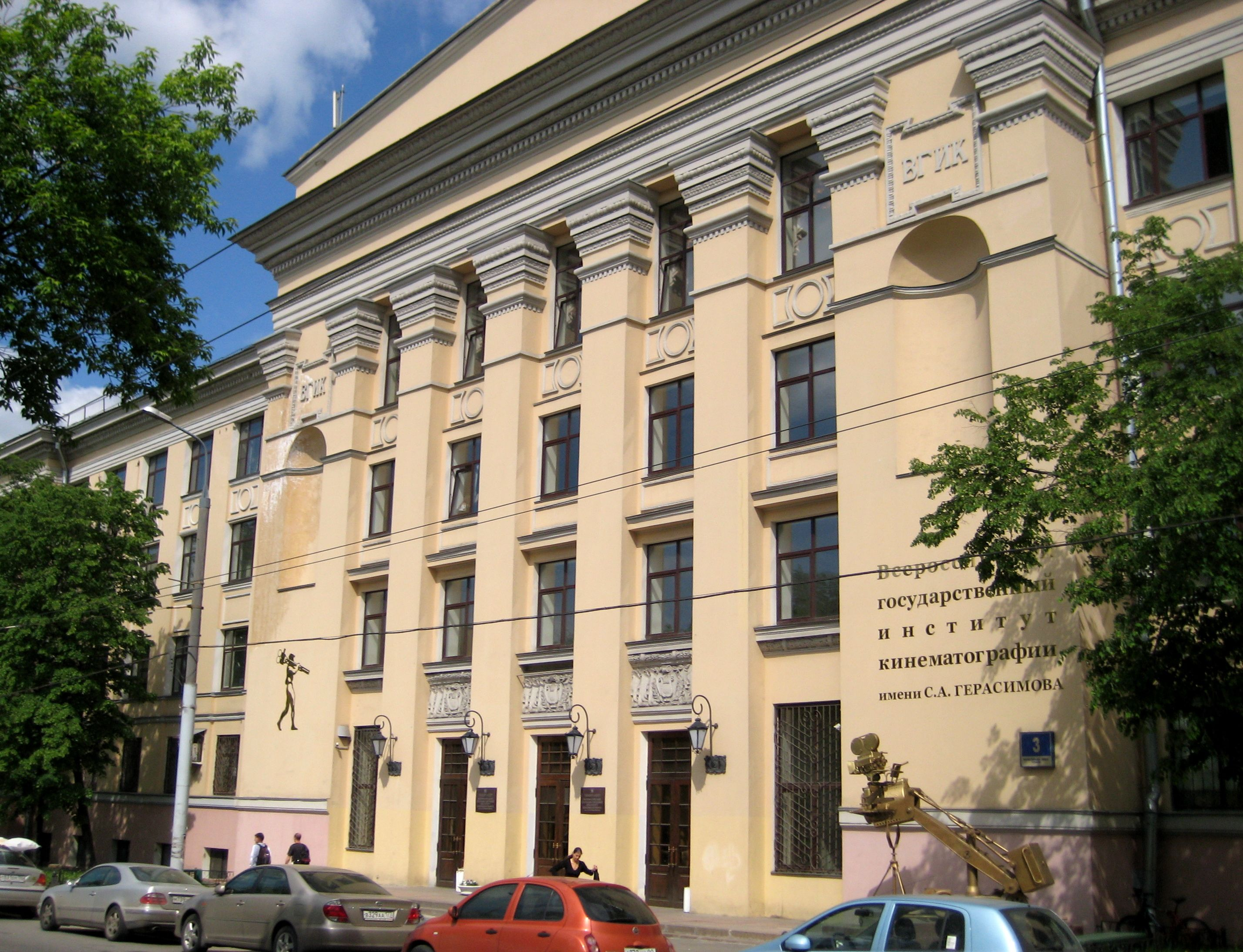
Allryska statliga kinematografiska institutet.

Allryska statliga kinematografiska institutet (ryska: Vserossijskij gosudarstvennyj institut kinematografii, VGIK) eller Gerasimovinstitutet (efter filmregissören Sergej Gerasimov) är ett filminstitut och filmhögskola i Moskva i Ryssland. Det grundades 1919 på initiativ av Vladimir Lenin, av bland andra Lev Kulesjov och Sergej Eisenstein. Institutet är världens äldsta, och har haft sitt nuvarande namn sedan Sovjetunionens fall. Institutet erbjuder utbildning för bland annat regissörer.
Bland kända filmregissörer som utbildat sig vid VGIK kan nämnas Otar Iosseliani, Elim Klimov, Andrej Kontjalovskij, Márta Mészáros, Nikita Michalkov, Kira Muratova, Larisa Sjepitko och Andrej Tarkovskij. Den svenske regissören Anders Banke och författaren Maria Zennström är två av ytterst få svenskar som studerat vid skolan.